# Biehle, Missouri
Biehle, Missouri (енгл. Biehle) насељено је место без административног статуса у америчкој савезној држави Мисури.

## Демографија
По попису из 2010. године број становника је 48, што је 37 (336,4%) становника више него 2000. године.
| Група             | 2000.       | 2010.       |
| Белци             | 11 (100,0%) | 48 (100,0%) |
| Афроамериканци    | 0 (0,0%)    | 0 (0,0%)    |
| Азијати           | 0 (0,0%)    | 0 (0,0%)    |
| Хиспаноамериканци | 0 (0,0%)    | 0 (0,0%)    |
| Укупно            | 11          | 48          |